# Guerra nucleare

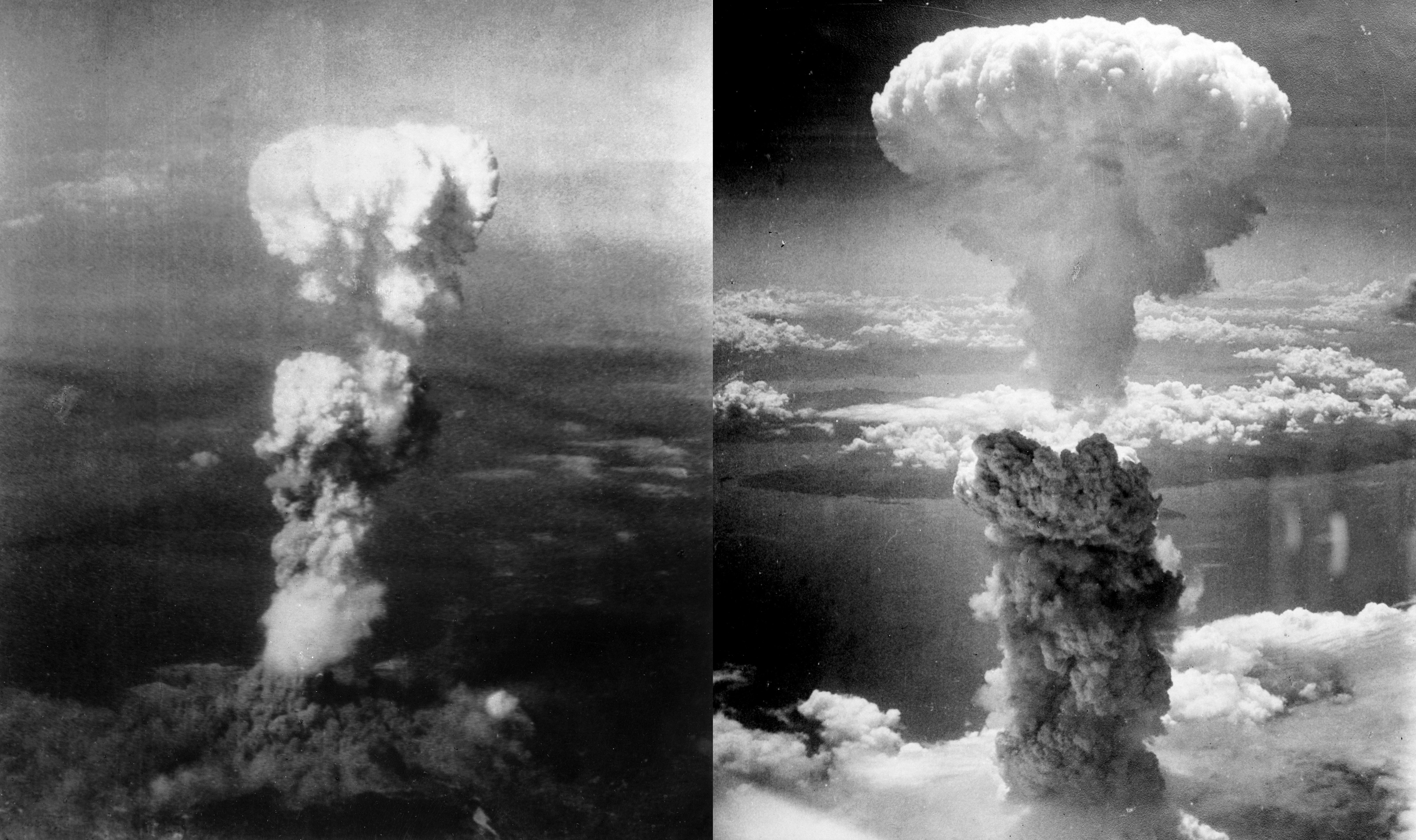
Esplosioni nucleari di Hiroshima e Nagasaki

Per guerra nucleare o guerra atomica si intende un conflitto tra due o più Paesi nel quale le fazioni fanno uso di armi nucleari.

## Effetti

Il simbolo della pace, ideato dal grafico inglese Gerald Holtom nel 1958 per la Campagna per il disarmo nucleare. Rappresenta la sovrapposizione delle lettere N e D (Nuclear Disarmament) dell'alfabeto semaforico delle segnalazioni con le bandiere a mano

Gli effetti causati dalla detonazione di un'arma nucleare sono molteplici:
- Emanazione luminosa: l'intensità della luce emessa è così grande da poter accecare istantaneamente una persona che la guardi direttamente anche a 60 chilometri di distanza. Testimonianze di alcuni sopravvissuti all'atomica di Hiroshima parlano dell'esplosione come dell'accensione di un secondo sole, ma 1.000 volte più luminoso.
- Calore: la temperatura nel punto preciso dell'esplosione qualche frazione di secondo dopo lo scoppio della bomba può raggiungere diversi milioni di gradi Celsius. Tale calore può spazzare via qualsiasi forma di vita nel raggio di diversi chilometri. Inoltre, nelle immediate vicinanze, il calore sprigionato è abbastanza elevato da permettere l'autocombustione di ogni cosa presente sul terreno.
- Spostamento d'aria: la velocità del vento può raggiungere anche i 1.500 km/h ed una elevata temperatura che, nei territori compresi all'interno dei primi chilometri di raggio dall'esplosione, causa incendi e roghi spontanei del tutto indomabili, per poi diminuire con la distanza. Secondo l'Organizzazione mondiale della sanità questo, assieme al calore, rappresenta l'elemento che più di ogni altro causa distruzione di manufatti e morte degli esseri viventi nei primi istanti successivi alla detonazione. La pressione generata dallo spostamento d'aria, inoltre, raggiunge livelli altissimi, capaci di comprimere letteralmente i polmoni e compromettere irreparabilmente la salute degli eventuali sopravvissuti che si trovavano ad una media distanza dall'epicentro dell'esplosione.
- Emissione radioattiva: data dall'emissione di radiazioni di tipo alfa, beta, gamma e neutroniche. A causare questa emissione, oltre all'esplosione stessa, contribuiscono anche gli isotopi radioattivi rilasciati in una vasta area dall'ordigno. Inoltre, poiché la vita media di questi elementi può avere un decorso di decine o migliaia di anni, può verificarsi un inquinamento radioattivo che si protrae anch'esso per tempo variabile, le cui conseguenze sono ancora più catastrofiche e a lunghissimo termine.
- Dopo poche (2-3) ore dall'esplosione, avviene il richiamo di vaste masse d'aria circostanti, causato dalla rarefazione dell'aria negli istanti successivi all'esplosione. Quest'aria bollente e ad alta velocità causa generalmente incendi di vaste proporzioni nella zona investita.
- Ricaduta radioattiva: ovvero la ricaduta di materiale radioattivo. Per le particelle più pesanti avviene nelle prime 24 ore successive all'esplosione, accompagnato da forti piogge acide e radioattive, che a loro volta contribuiscono a portare a terra gli elementi radioattivi rilasciati in atmosfera. Il materiale più leggero può invece decadere dopo periodi molto più lunghi e in territori molto più vasti.
- Impulso elettromagnetico (EMP, Electro Magnetic Pulse): è dovuto al rilascio di radiazioni elettromagnetiche di alta intensità, che possono causare l'impossibilità di utilizzare apparecchiature elettroniche per un certo periodo. Questo effetto è molto noto in campo militare perché potrebbe impedire la reazione del nemico.

Gli effetti di esplosioni nucleari su vasta scala sono difficilmente immaginabili, soprattutto a causa dell'inquinamento da radiazioni che continuerebbero ad arrecare danni biologici anche per gli anni successivi e si estenderebbe velocemente su qualsiasi zona del mondo.

Inoltre, l'impatto distruttivo sulle cose risulterebbe pesantissimo: si può prevedere la distruzione totale della maggior parte delle grandi città della Terra.
Anche se un paese o una regione non venissero direttamente investiti da un ordigno nucleare, tale regione pagherebbe comunque un prezzo elevatissimo di vittime: la radioattività arrecherebbe molti danni alla biosfera e alla litosfera e molte specie viventi si estinguerebbero.
Tra gli scenari ipotizzati riguardo al periodo successivo ad una guerra nucleare, particolarmente conosciuto è quello chiamato inverno nucleare. Secondo questa ipotesi, in caso di attacco atomico fra superpotenze, una gran quantità di detriti sollevati in aria dalle esplosioni sarebbe mantenuta in sospensione da venti e correnti atmosferiche, impedendo così ai raggi solari di attraversare l'atmosfera, inibendo quindi il riscaldamento della Terra e la crescita di organismi animali e vegetali.

## Attacco nucleare
Un attacco nucleare è un'azione militare basata sull'utilizzo di armi nucleari. Nel corso di un attacco nucleare le forze militari della nazione che intende utilizzare questa tecnologia procedono nell'area del conflitto realizzando una reazione nucleare di fissione o di fusione. Questa reazione nucleare viene condotta "senza controllo" del processo di conversione della massa in energia, così si sviluppa una "reazione a catena" che libera su uno spazio vastissimo grandissime quantità di energia sotto forma di calore, di radiazioni di tutti i tipi (raggi Alfa, Beta e Gamma) compresa una fortissima emissione di fotoni e neutroni.
La reazione di fissione nucleare avviene per mezzo di complesse tecnologie che realizzano un simultaneo urto meccanico fra 2 o più sfere di materiale fissile. Il materiale fissile (o combustibile nucleare se riferito a centrali o reattori per la produzione di energia controllata) non esiste in natura allo stato di instabilità nucleare necessario affinché avvenga il processo, ma viene creato artificialmente dall'uomo o con processi chimico-fisici di arricchimento di elementi molto complessi che esistono già in natura (come nel caso dell'uranio detto in tal caso arricchito) oppure creando nuove intersezioni nucleari fortemente instabili nel corso di una fusione nucleare controllata nella quale la materia si trova allo stato di plasma (è il caso del plutonio un elemento completamente artificiale che non esiste in natura per via della sua struttura nucleare fortemente instabile).

Crossroads è stato il primo test nucleare a prevedere un'esplosione nucleare sottomarina con la presenza di navi-bersaglio

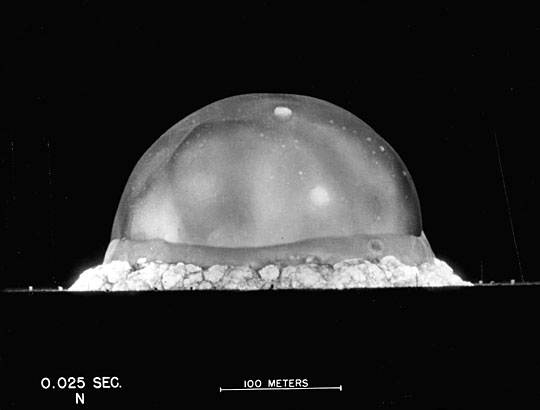
Artificial Sole Invictus. La prima esplosione nucleare della storia dell'umanità fu effettuata dagli Stati Uniti il 16 luglio del 1945 ad Alamogordo in Nuovo Messico

L'umanità ha assistito fino ad ora ad un unico episodio bellico nel quale è stato condotto un attacco nucleare della storia, quando durante la seconda guerra mondiale gli Stati Uniti hanno condotto un bombardamento atomico delle città giapponesi di Hiroshima e Nagasaki.
Dopo la fine del secondo conflitto mondiale, ulteriori ricerche sulle reazioni nucleari hanno portato alla realizzazione di tecnologie sempre più complesse e talmente sofisticate da permettere l'ipotesi di scenari futuristici di guerre nucleari in cui tutti gli equilibri della natura avrebbero vacillato e l'eccessiva potenza dell'uomo avrebbe potuto mettere in discussione l'esistenza stessa della civiltà umana. Tuttavia la fine della guerra fredda e la dissoluzione dell'Unione Sovietica hanno decretato se non di fatto almeno in linea di principio la fine dell'era nucleare.
Per tutto l'arco della guerra fredda l'Europa occidentale dei paesi alleati della NATO avrebbe goduto di una protezione "teorica" da parte degli Stati Uniti nel caso fosse scoppiata una guerra nucleare fra la superpotenza americana e l'Unione Sovietica. In caso di attacco nucleare l'Europa sarebbe stata coperta da un "ombrello" atomico da parte degli Stati Uniti. L'ombrello atomico non fu mai una struttura fisica realmente esistente quanto piuttosto un codice teorico di norme strategico-militari congetturato dal Pentagono e dal governo centrale di Washington che con l'ausilio di una rete di elaboratori digitali collegati ad un circuito telematico satellitare ad alta priorità avrebbe permesso un'azione strategica automatica di risposta ad un eventuale attacco atomico da parte dell'Unione Sovietica in Europa.

## Conseguenze

### Conseguenze del lancio di una singola bomba atomica
Nell'evenienza del lancio di una sola bomba atomica di potenza di 20 megatoni ci sarebbero molteplici effetti: nell'immediato la bomba rilascerebbe calore ed un'onda d'urto distruggendo tutto nel raggio di 3,2 chilometri in un millisecondo poiché la temperatura raggiungerebbe 11 milioni di gradi Celsius; in un raggio di 6,4 chilometri, invece, genererebbe un'onda d'urto tale da distruggere tutte le costruzioni in quell'area, includendo i rifugi sotterranei. Nel raggio di 9,7 chilometri il calore sarebbe comunque abbastanza alto da fondere le automobili; nel raggio di 16,1 chilometri il vento andrebbe a 300 km/h distruggendo tutte le costruzioni in legno e lasciando solo lo scheletro in acciaio di quelle più moderne. Nel raggio di 25 chilometri tutti i materiali infiammabili esploderebbero. Dopo pochi minuti si svilupperebbero incendi nel raggio di 50 chilometri.
Nel descrivere le conseguenze di una guerra nucleare è necessario dividere queste ultime in due categorie:
- Guerre nucleari minori un esempio può essere un'ipotetica guerra tra Pakistan e India con 50 bombe atomiche lanciate per parte.
- Guerre nucleari maggiori un esempio può essere un'ipotetica guerra tra Stati Uniti e Russia con 15/20 bombe atomiche da 0,5 megatoni lanciate su ogni città principale di entrambi gli Stati.[2]

### Conseguenze di una grande guerra atomica
Nel caso in cui scoppiasse una grande guerra atomica, e solo 300 delle migliaia di testate nucleari dell'arsenale russo fossero lanciate sulle metropoli americane e viceversa, morirebbero istantaneamente fino a 100 milioni di persone per schieramento e verosimilmente tutte o quasi le altre morirebbero principalmente a causa della congiunzione fra radioattività e assenza di cure (causata dalla morte o dalla malattia del personale medico e dall'assenza di strutture) ma anche per fame ed epidemie. Queste però sarebbero le conseguenze meno gravi: la nube di detriti sollevata dall'esplosione raffredderebbe la temperatura globale da 8 a -30 gradi (inverno nucleare) di fatto bloccando l'agricoltura o rendendola estremamente improduttiva con una conseguente carestia che potrebbe provocare una possibile estinzione della razza umana. Altre conseguenze:
- Si verificherebbe la morte di un'enorme percentuale delle piante a causa della ridotta luce solare che penetrerà sulla Terra a causa della nube di detriti (cosa che renderebbe ancora più grave la carestia);[3][4]
- Ci sarebbero alti livelli di radioattività anche nei paesi più lontani dal conflitto;
- Le tempeste di fuoco causerebbero la diminuzione del 16% dell'ozono con una conseguente maggiore esposizione ai raggi ultravioletti e una riduzione del 7% dei pesci e vari incendi difficili da controllare.[5][6][7]

## Opere di finzione

### Cinema
Opere cinematografiche che ipoteticamente rappresentano una guerra nucleare (in ordine cronologico):
- L'ultima spiaggia (On the Beach) (1959)
- A prova di errore (Fail-Safe) (1964)
- Il dottor Stranamore - Ovvero: come ho imparato a non preoccuparmi e ad amare la bomba (Dr. Strangelove or: How I Learned to Stop Worrying and Love the Bomb) (1964)
- The War Game (1965)
- Interceptor (Mad Max) (1979)
- The Day After - Il giorno dopo (The Day After) (1983)
- Testament (1983)
- Countdown to Looking Glass (1984)
- Sogni radioattivi (Radioactive Dreams) (1985)
- Quell'ultimo giorno - Lettere di un uomo morto (Письма мёртвого человека) (1986)
- Quando soffia il vento (When the Wind Blows) (1986)
- Sacrificio (Offret) (1986)
- Il giorno prima (1987)
- Miracle Mile (1988)
- By Dawn's Early Light (1990)
- Terminator Salvation (2009)
- The Road (2009)
- The Divide (2011)
- Sopravvissuti 	(Z for Zachariah) (2015)

### Televisione
- Ipotesi sopravvivenza (Threads) (1984) – film TV documentaristico che fu il primo film del suo genere a raffigurare un inverno nucleare.[8]
- L'ultima spiaggia (On the Beach) – film TV (2000)
- Jericho – serie TV (2006)

### Romanzi
- (EN)  Alas, Babylon di Pat Frank
- (EN)  Arc Light di Eric Harry
- (EN)  Resurrection Day di Brendan DuBois
- (EN)  Warday di Whitley Strieber e James Kuselka

### Videogiochi
- Fallout
- Metro
- The Armageddon Man
- DEFCON
- Nukewar
- Theatre Europe